# テンニンチョウ

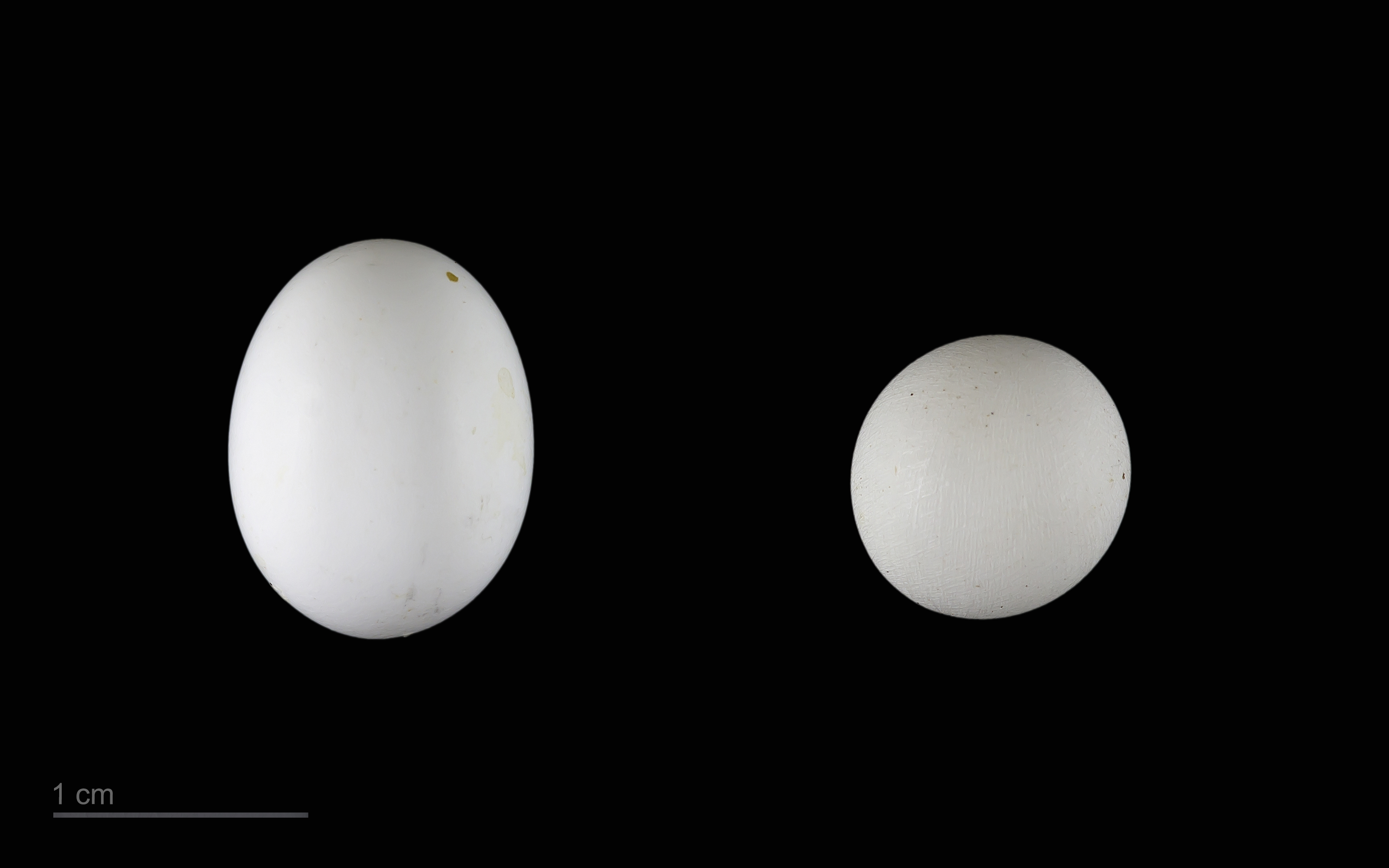
Vidua macroura + Lonchura cucullata

テンニンチョウ（天人鳥、Vidua macroura）は、テンニンチョウ科テンニンチョウ属に分類される鳥。

## 分布
アンゴラ、ウガンダ、エチオピア、エリトリア、ガボン、ガーナ、カメルーン、ガンビア、ギニア、ギニアビサウ、ケニア、コートジボワール、コンゴ共和国、コンゴ民主共和国、ザンビア、シエラレオネ、ジンバブエ、スーダン、スワジランド、赤道ギニア、セネガル、ソマリア、タンザニア、チャド、中央アフリカ共和国、トーゴ、ナイジェリア、ナミビア、ニジェール、ブルキナファソ、ブルンジ、ベナン、ボツワナ、マラウイ、マリ共和国、モーリタニア、モザンビーク、南アフリカ共和国、リベリア、ルワンダ、レソト

## 形態
全長オス34cm（繁殖期）、メス12cm。下面の羽毛は白い。
嘴の色彩は赤い。
オスは生殖羽は頭頂から後頭、上面が黒い羽毛で覆われる。また尾羽のうち中央部の4枚が伸長する。オスの非生殖羽やメスは頭頂部から後頭や上面が灰褐色の羽毛で覆われる。

## 生態
サバンナに生息する。
食性は雑食で、種子や昆虫類などを食べる。
繁殖形態は卵生。オスは樹上にいるメスの頭上で停空飛翔（ホバリング）し、求愛する。メスはカエデチョウ類の巣に卵を産む（托卵）。卵から孵化した雛は托卵対象の鳥類の雛と一緒に成長することもある。

## 人間との関係
ペットとして飼育されることもあり、日本にも輸入されており、おそらくかご抜けした個体が野外で観察されている。托卵により繁殖するのだが、托卵対象となるカエデチョウ類も愛玩鳥として輸入され、かご抜けにより野生化しているためか、東京や京都では繁殖行動も確認されている。